# Nymburská radnice
Nymburská radnice se nachází na náměstí Přemyslovců v centru středočeského okresního města Nymburk. Je chráněna jako kulturní památka.

## Historie
Jako první městská rychta sloužil gotický královský hrad (stával v místech dnešního okresního soudu), založený Přemyslem Otakarem II. současně s městem. Spíše než o hrad se jednalo o kamenný dům opatřený kulatou nárožní věží a přistavěný k hradbám hned vedle fortny. Toto opevněné sídlo označované jako Kamenný dům bylo určeno potřebám panovníka, pokud by na svých cestách královstvím zavítal do Nymburka. Městská rychta je zde zmiňována koncem 13. století v roce 1293.
Nejstarší radnice byla postavena ve 14. století na západním nároží východní části jižní strany náměstí (dům č. p. 14 – nynější budova České spořitelny). V tomto gotickém domě se radní scházeli až do roku 1526, kdy dům přestal potřebám vzkvétajícího města vyhovovat. Od roku 1526 mohli již konšelé zasedat v nové honosné budově, vystavěné na severním nároží západní strany náměstí.

### Renesanční budova

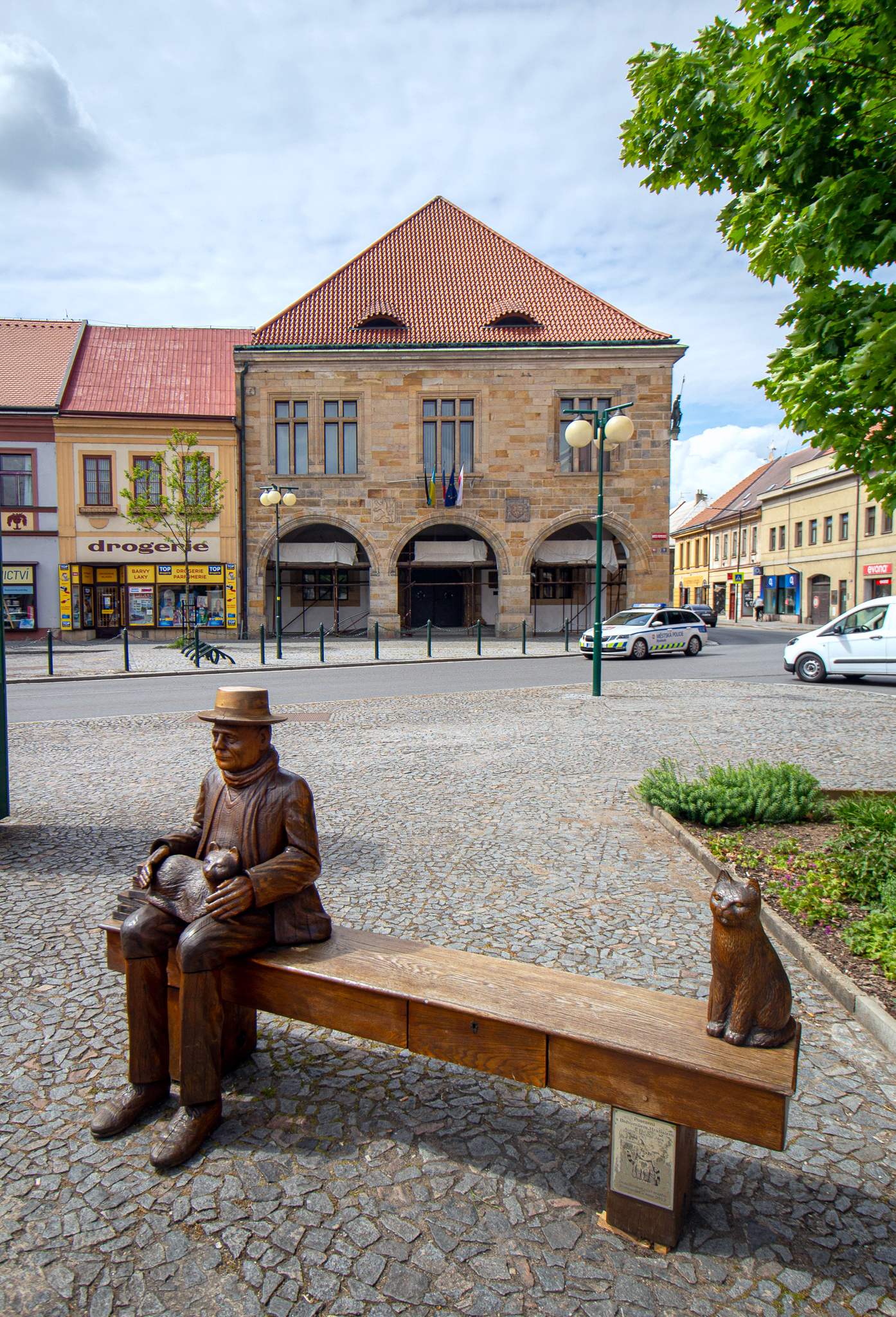
Lavička Bohumila Hrabala před budovou radnice. V zimních měsících je přístupná ve veřejných prostorách radnice

Budovu nové městské radnice nechali nymburští konšelé vystavět v letech 1524–1526, zcela dokončena byla až v roce 1546. Původní stavba měla bohatou renesanční výzdobu – krásný renesanční štít do náměstí, vížky a hlavní věž se dvěma zvony a s hodinami. Do náměstí bylo otevřeno podloubí, v 1. patře vystupoval z průčelí renesanční arkýř či pavlač. Portál a průčelí bylo zdobeno malbami, stejně jako klenby pod podloubím. V letech 1631 a 1634 byla poničena Sasy a následně v roce 1639 znovu, tentokrát Švédy. V roce 1686 navíc vyhořela a opravena byla jen „nuzně“. Po velkém požáru v roce 1838 pak byla nevhodně klasicistně upravena, podloubí zazděno, okna zmenšena a štít omítnut. Zůstal jen historický znak a několik drobných kamenných plastik. V tomto neutěšeném stavu pak zůstala budova dlouhá desetiletí.
Ve válečných letech 1939 až 1940 prošla radnice velkou rekonstrukcí pro potřeby tehdejšího okresního úřadu, která alespoň z části nevhodné stavební úpravy napravila.

## Popis
Do dnešní doby se zachovala štuková výzdoba prostoru za mázhauzem vpravo při ulici a kamenná deska s latinským nápisem. V exteriéru domu zůstal zachován původní renesanční kamenný znak města (datovaný 1546), část oken s profilovaným ostěním, kamenná deska s reliéfem hlavy šaška, kamenná destička s reliéfem slunce, bohatý renesanční portál, reliéf mužské hlavy s vousem (pravděpodobně podobizna renesančního stavitele). V místním muzeu je uložena část zachovaného prkenného záklopu stropu, zbytek kdysi jistě bohatých malovaných trámových stropů. V přízemním vstupním mázhauzu se středovým sloupem nesoucím klenbu byla navíc instalována bronzová plastika českého lva od Břetislava Bendy, držícího městský znak.
Generální rekonstrukce celé radnice a její přístavby podél Boleslavské třídy proběhla v letech 2003–2004. Od roku 2005 v budově sídlí městský úřad.

## Galerie

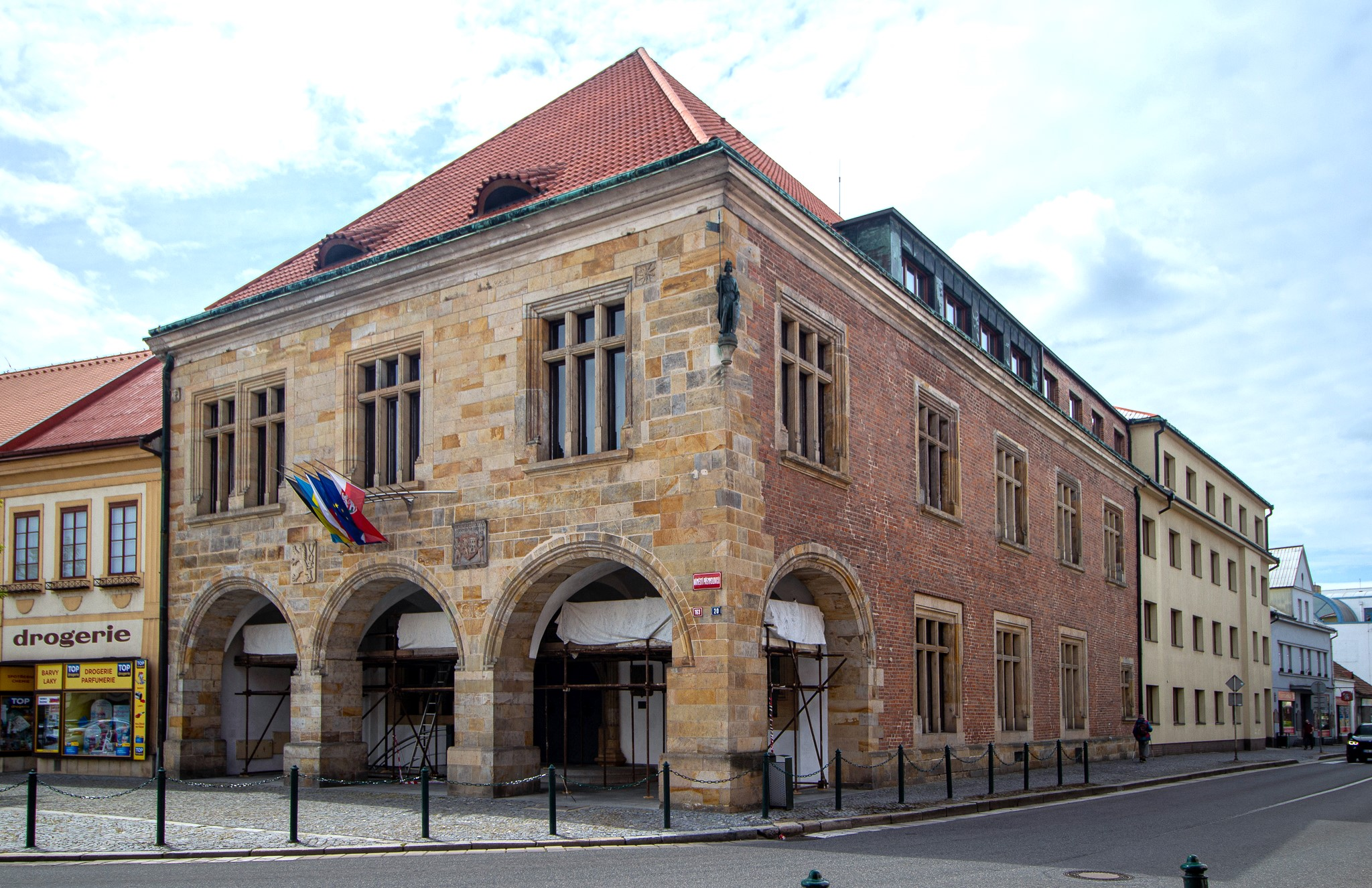
Nymburská radnice
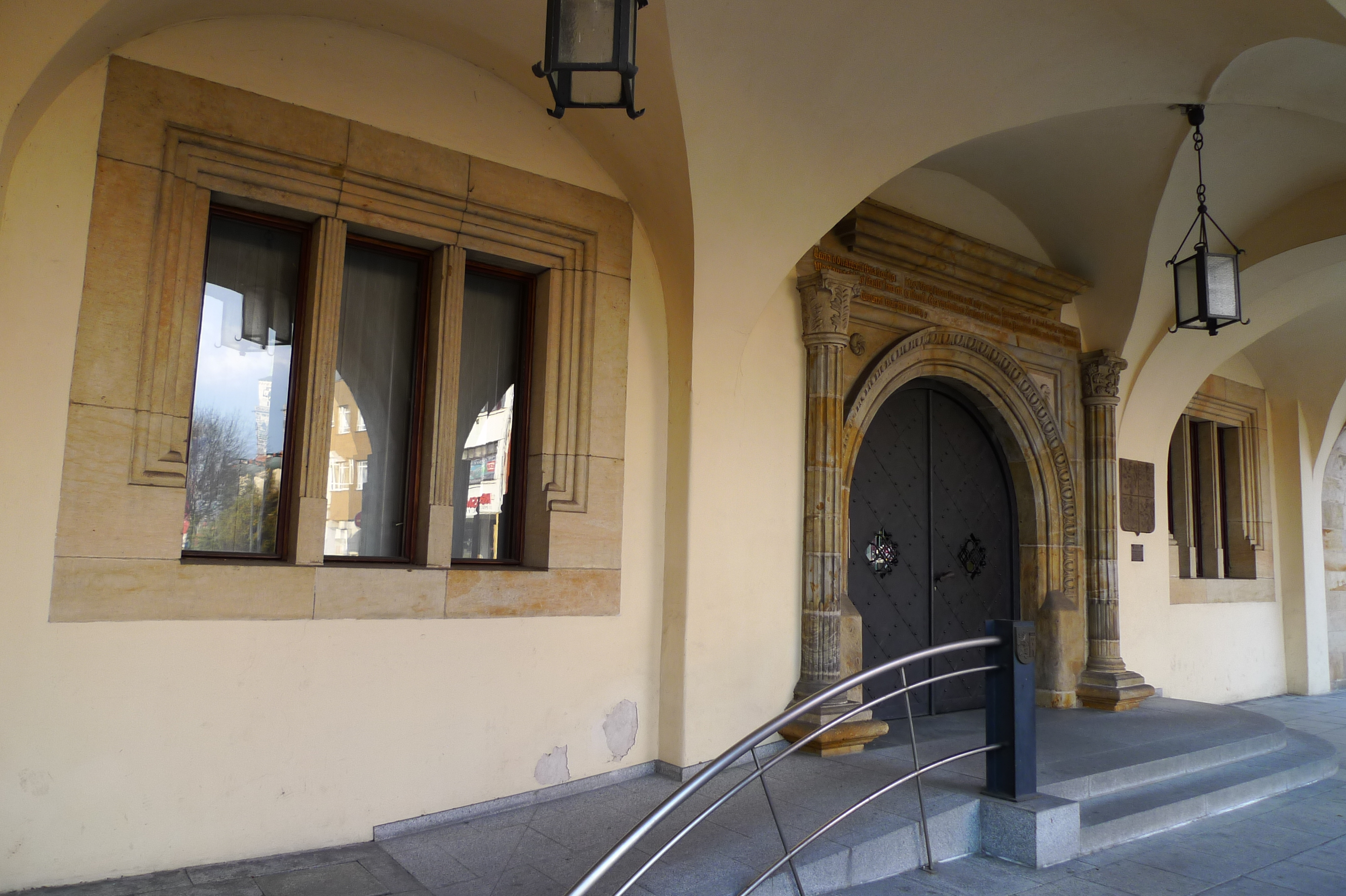
Vstupní portál do radnice
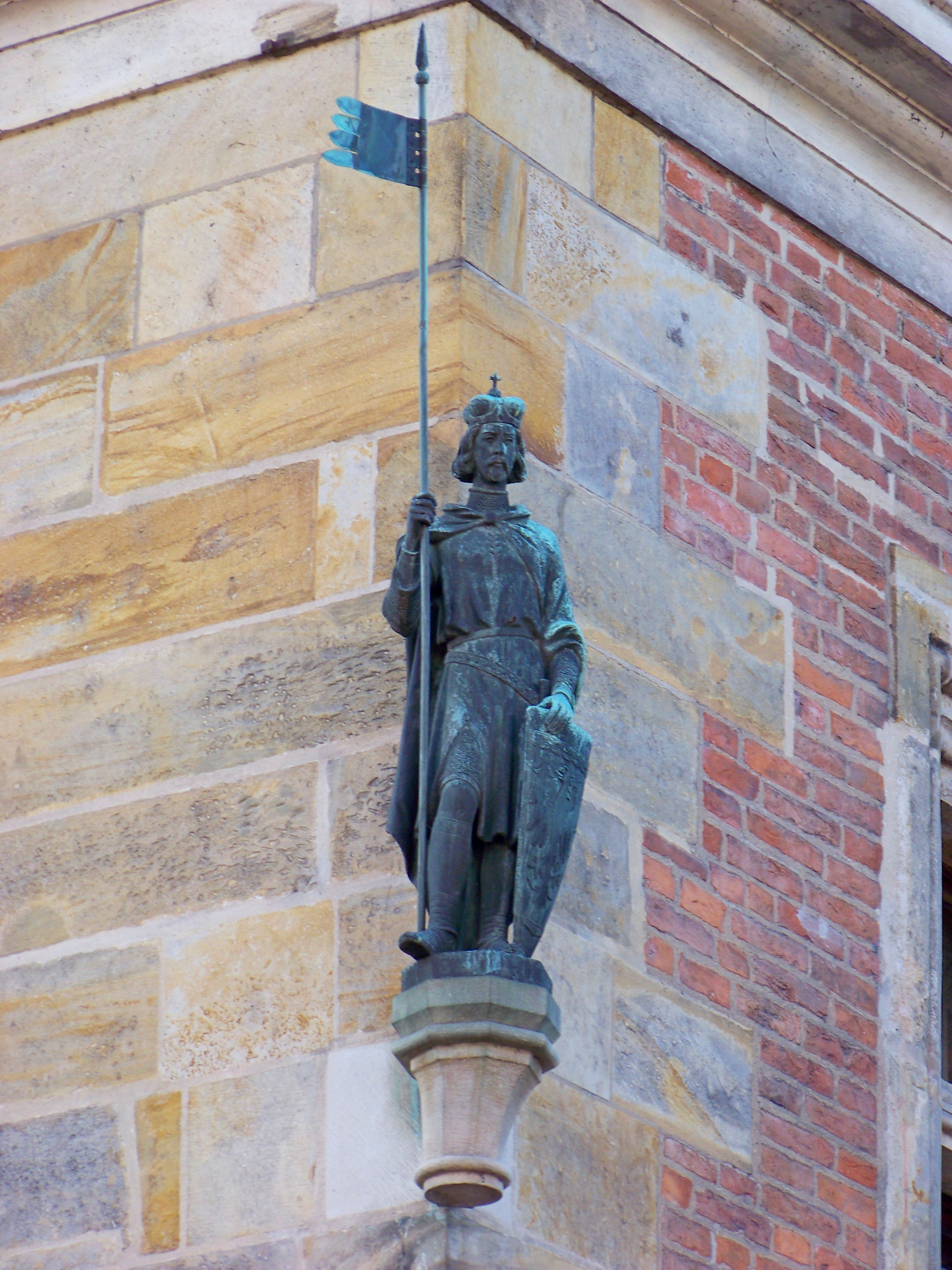
Nárožní socha svatého Václava na radnici
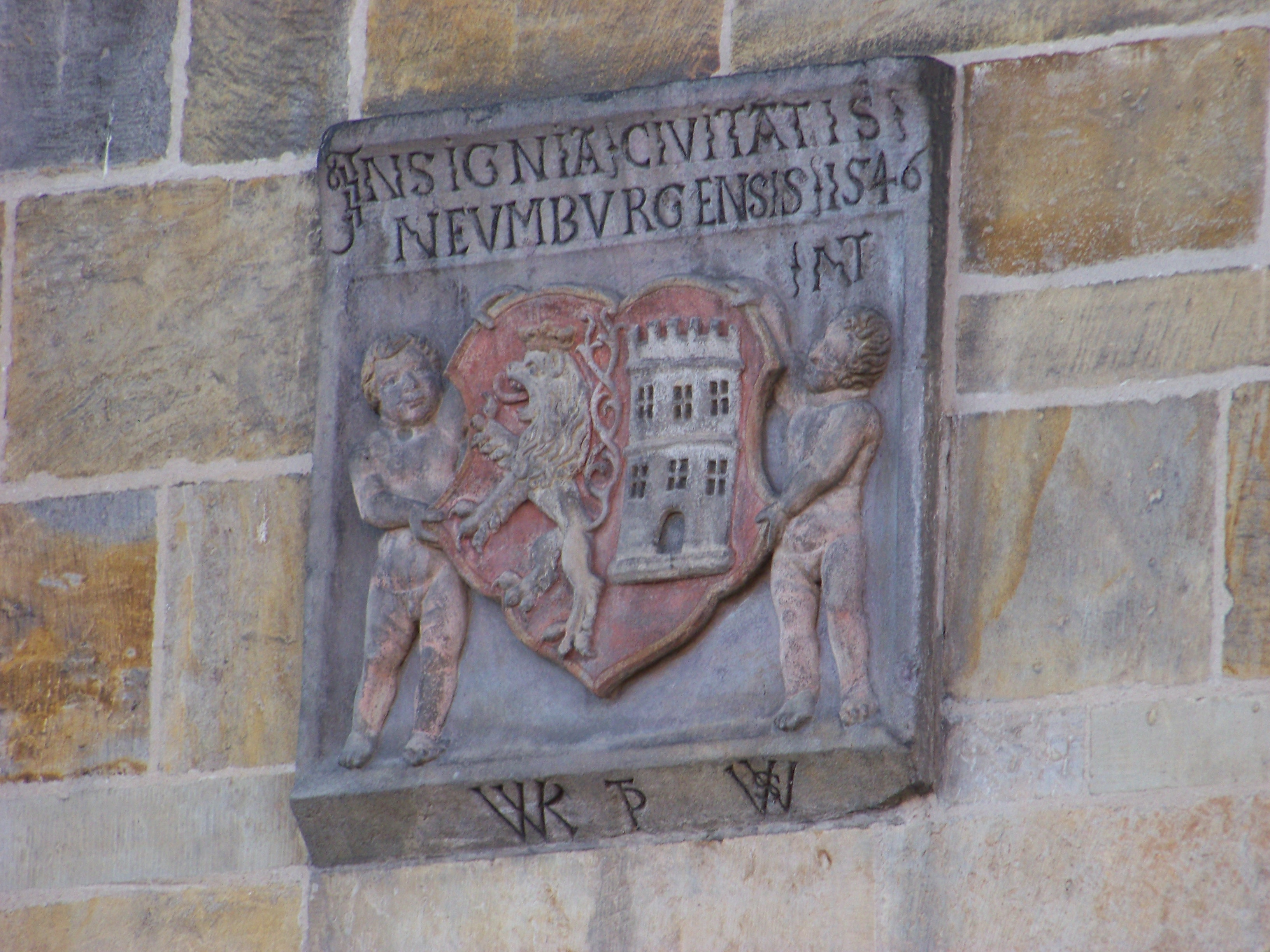
Znak města na radnici